# Plaça Patalín
La plaça Patalín, també anomenada plaça del mercat, és una plaça de la Seu d'Urgell situada entre el carrer Major i el carrer dels Canonges al nucli antic. Antigament s'havia anomenat plaça de la República i posteriorment plaça d'Espanya fins que l'any 2012 el ple de l'Ajuntament de la Seu d'Urgell va votar unànimament a favor del canvi pel de Patalín, nom que rebia per un bar que havia existit el segle xix.
Arquitectònicament és força homogènia amb cases del segle xv com les del carrer Major. La plaça és coneguda pel mercat tradicional que s'hi organitza dos cops per setmana i per ser la plaça on té lloc la part principal del Ball Cerdà.

## Canvi de nom
El ple de l'Ajuntament de la Seu d'Urgell va acordar el 10 de juliol de 2012 canviar el nom de Plaça d'Espanya a l'actual plaça Patalín en honor d'un bar que allí es trobava al segle xix. El canvi de nom es va realitzar amb el vot unànime de tots els regidors, entre ells el del PP. A la plaça se la coneixia amb aquest nom, que prové d'un bar que allí es trobava al segle xix i també com del mercat. ERC va plantejar la moció al ple per canviar el nom per recuperar la denominació popular en lloc de la imposada en la dictadura franquista, que va imposar el nom de Plaça d'Espanya a l'antiga Plaça de la República, denominació que va rebre durant l'època republicana.